# Ghez Ghale
Ghez Ghale – wieś w Iranie, w ostanie Azerbejdżan Zachodni, w szahrestanie Mijandoab. W 2006 roku liczyła 490 mieszkańców.